# Pema Lingpa

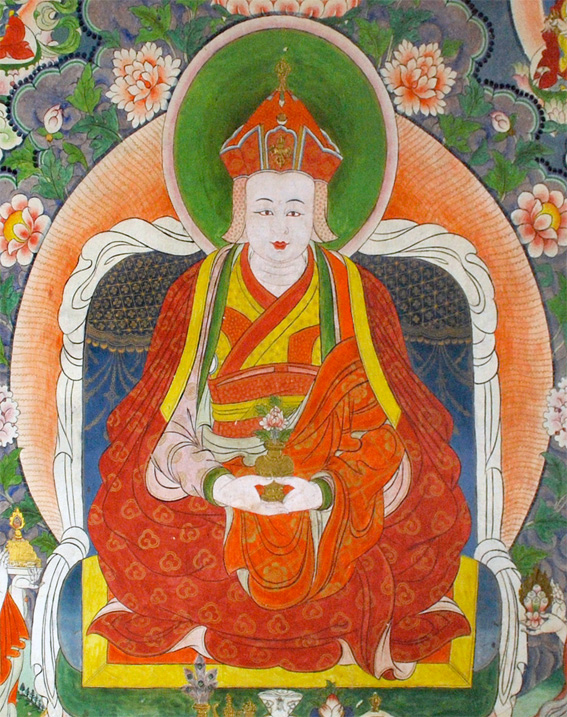
Pema Lingpa

Pema Lingpa (auch: Padma Lingpa, tibetisch པདྨ་གླིང་པ་; Wylie: padma gling pa; geb. 1450; gest. 1521) war ein Meister und Tertön der Nyingma-Schule des tibetischen Buddhismus. Die Pema-Lingpa-Tradition ist heute in Bhutan neben der Drukpa-Kagyü-Schule die bedeutendste buddhistische Schultradition.

## Inkarnation von Longchenpa
Er war gemäß der Überlieferung die unmittelbare Inkarnation des herausragenden Gelehrten der Nyingma-Schule Longchen Rabjam. Er gilt zugleich als die letzte Inkarnation der tibetischen Prinzessin Pemasel (Tochter Trisong Detsens), die Guru Rinpoche Jahrhunderte zuvor vom Tode erweckt hatte. Guru Rinpoche war ein tantrischer Meister, der im 9. Jahrhundert die Lehren des Buddhismus nach Tibet einführte und die Nyingma-Schule des tibetischen Buddhismus gründete. Prinzessin Pemasel übertrug er die geheime Linie „die Herzessenz der Dakinis“ („Khandro Nyingtig“; tib.: mkha' 'gro snying thig). Unter den Abkömmlingen der Familie Pema Lingpas waren der König von Bhutan Jigme Wangchuk und der 6. Dalai Lama Tsangyang Gyatso.

## Übertragungslinien
Übertragungslinien, wie sie im tibetischen Buddhismus zu finden sind, ergeben sich aus der Weitergabe von tantrischen Belehrungen von einem vollverwirklichten (erleuchteten) Meister an seine Schüler, die durch Praxis der Belehrungen ebenfalls Verwirklichung (Erleuchtung) erlangen und die Lehren wiederum an Schüler weitergeben. Es entstehen so „Linien“ der Weitergabe tantrischer Lehren. Auf diese Weise soll die Authentizität tantrischer Lehren bewahrt und Verfälschungen der buddhistischen Lehre vermieden werden.

## Terma-Tradition der Südlichen Schätze

Flagge Bhutans

Pema Lingpa lehrte in Tibet und in Bhutan. In Bhutan enthüllte er zahlreiche Termas und gilt auch heute noch als ein Schutzpatron dieses Landes. Termas (verborgene Texte, Ritualgegenstände und Reliquien) wurden auf Geheiß Guru Rinpoches, von seinen engsten Schülern in Tibet, Bhutan und weiteren angrenzenden Ländern verborgen, um die Lehren des tantrischen Buddhismus (Vajrayana) vor der Zerstörung durch Langdarma, einem dem Buddhismus feindlich gesinnten tibetischen König (Regierungszeit 836–842) zu bewahren. Die Tradition nach Pema Lingpa gehört zu den sog. Südlichen Schätzen (tib.: lho gter). „Südlich“, vermutlich weil der Fundort dieser Tradition südlich des ersten buddhistischen Kloster in Tibet Samye lag. In Bhutan sind in großem Umfang Geschichten über die Heldentaten Pema Lingpas überliefert. Pema Lingpa entdeckte 32 Termas. Diese bis heute erhaltenen Lehren bilden neben den Lehren der Drukpa die Grundlage eines großen Teils der buddhistischen Praxis in Bhutan.
Er gehört zu den 5 Schatzfinder-Königen, die alle den Beinamen „Lingpa“ tragen. Dort repräsentiert Padma Lingpa (od. Pema Lingpa) die westliche Himmelsrichtung, das Reich von Buddha Amitabha, als dessen Emanation oder Ausstrahlung er gilt.

## Gangteng Tulku Rinpoche
Der 9. Gangteng Tulku Rinpoche Kunzang Pema Namgyal gilt als Körper-Ausstrahlung Pema Lingpas. Er hält die Übertragung der Termas von Pema Lingpa und gibt Belehrungen dieser Tradition auch im Westen weiter.
Manchmal wird er auch als die Inkarnation des Sohnes von Pema Lingpa bezeichnet. Wie auch immer, klar ist, dass G.T.R. einer der bedeutendsten Lehrer des Vajrayana und des Dsogchen ist. Nach 11 Jahren im Retreat, nach Studien bei den allerbesten Lamas der Nyingma-Schule, bei Kagyütpas und bei Sakya-Meistern ist Gangteng Tulku einer derjenigen Meister, der große Lehrzyklen wie Guhyagarbha, die 8 Herukas und vieles andere wie Yeshe Lama, Kunsang Gongdü etc. lehrt.